# Star East Airline
Star East Airline – czarterowa linia lotnicza z siedzibą w Bukareszcie w Rumunii.

Jest posiadaczem certyfikatu przewoźnika lotniczego, wydanego przez rumuński cywilny urząd lotniczy w dniu 22 maja 2017 r.

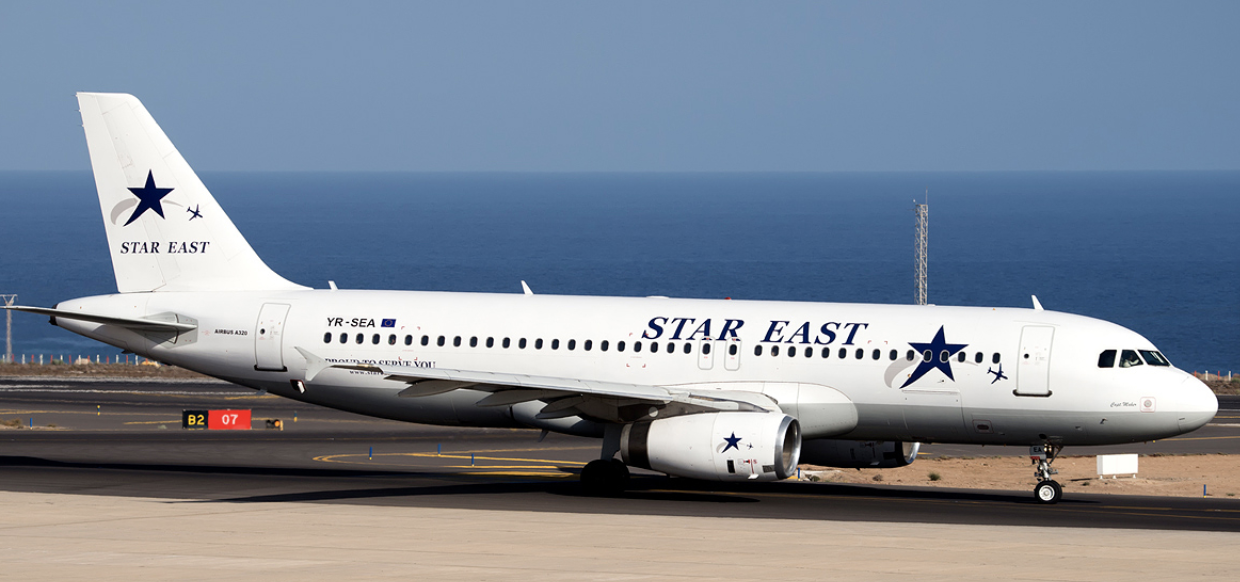
A320-200 linii Star East Airline.

## Flota
Flota Star East Airlines składa się z następujących samolotów (stan na czerwiec 2022 r.):
- Airbus A320-200 – 1 sztuka
- Boeing 737-400 – 1 sztuka